# 宋元戏曲考
《宋元戲曲考》於1913年成書，由國學大師王國維所著。1915年，商務印書館初版時候更名《宋元戲曲史》。以李斗《扬州画舫录》所载的清代乾隆年间黄文旸的《曲海》与焦循的《曲考》（已佚，一说即《剧说》）为底本，這是中國现代最早的一部關於戲曲歷史的書籍。全書共有十六章，探討中國戲曲形成過程、戲劇的淵源及戲劇文學，並且以宋元兩朝為重點，還兼及曲調的專著，材料豐富，態度謹嚴，對雜劇的斷代更為研究界長期沿用。